# Трубецкая, Екатерина Ивановна
Княгиня Екатери́на Ива́новна Трубецка́я, урождённая графиня Лава́ль (21 ноября [3 декабря] 1800, Санкт-Петербург — 14 [26] октября 1854, Иркутск) — жена декабриста С. П. Трубецкого, которая последовала за ним в Сибирь. Героиня поэмы Н. А. Некрасова «Русские женщины».

## Биография
Дочь французского эмигранта, члена Главного правления училищ, позднее — управляющего 3-й экспедицией особой канцелярии Министерства иностранных дел Жана (Ивана Степановича) Лаваля и Александры Григорьевны Козицкой — наследницы капиталов И. С. Мясникова, хозяйки известного петербургского салона. Крещена 7 декабря 1800 г., о чём свидетельствуют метрические книги церкви Св. Исаакия Далматского, крестница своей бабушки Е. И. Казицкой. Екатерина и её сестры ни в чём не нуждались и не ведали отказа. Сёстры были прекрасно образованы и подолгу жили с родителями в Европе.
По отзывам современников, Екатерина Лаваль не была красавицей — невысокая, полноватая, зато обаятельная, веселая резвушка с прекрасным голосом. В Париже в 1819 году Екатерина Лаваль познакомилась с князем Сергеем Петровичем Трубецким, а 16 (28) мая 1820 года вышла за него замуж. Трубецкой был на десять лет её старше и считался завидным женихом: знатен, богат, умён, образован, прошёл войну с Наполеоном и дослужился до полковника. Карьера его ещё не была закончена, и Екатерина имела шансы стать генеральшей. Блестящий брак был омрачён отсутствием детей. Екатерина очень переживала по этому поводу и ездила лечиться от бесплодия за границу. Спустя пять лет после свадьбы вдруг выяснилось, что Сергей Трубецкой вместе с друзьями готовил восстание.

Событие 14-го декабря и отправление в Сибирь князя Сергея Петровича служили только поводом к развитию тех сил души, коими одарена была Екатерина Ивановна и которые она так прекрасно умела употребить для достижения высокой цели исполнения супружеского долга в отношении к тому, с коим соединена была узами любви вечной, ничем не разрушимой; она просила как высшей милости следовать за мужем и разделять его участь и получила высочайшее дозволение и, вопреки настоянию матери, которая не хотела её отпускать, отправилась в дальний путь <…> Соединившись временно с мужем в Николаевском заводе, она с того времени не покидала нас и была во всё время нашей общей жизни нашим ангелом-хранителем.— Е. П. Оболенский
Трубецкая первой из жён декабристов добилась разрешения выехать в Сибирь. Екатерина Ивановна прибыла в Иркутск 16 сентября 1826 года. 8 октября 1826 года партию ссыльных, в которой находился и С. П. Трубецкой, отправили в Нерчинские рудники. Некоторое время Трубецкая не знала, куда отправили мужа. По воспоминаниям Оболенского, Екатерина Ивановна обращалась к начальству с тем, чтобы было разрешено ей следовать за Сергеем Петровичем, и «долго томили её разными уклончивыми ответами». В Иркутске Трубецкая провела 5 месяцев — губернатор Цейдлер получил из Петербурга предписание уговорить её вернуться назад. Однако Екатерина Ивановна была тверда в своём решении.
Тогда же в Иркутск приехала Мария Николаевна Волконская. После долгих проволочек их наконец ознакомили с положением о жёнах ссыльно-каторжных и с условиями, на которых их допустят к мужьям. Они должны были подписать отказ от прав, свойственных их званию и состоянию, и согласиться не вести переписку и не получать денег в обход заводского начальства. Свидание с мужьями дозволялось во время и место, определённое тем же начальством. Приняв эти условия, Трубецкая была доставлена в Благодатский рудник, где 10 февраля 1827 г. ей наконец позволили увидеть мужа.
В конце 1839 года по отбытии срока каторги Трубецкой вышел на поселение в село Оёк Иркутской губернии. В 1845 году семье Трубецких было разрешено поселиться в Иркутске. По воспоминаниям Н. А. Белоголового, «двумя главными центрами, около которых группировались иркутские декабристы, были семьи Трубецких и Волконских, так как они имели средства жить шире, и обе хозяйки — Трубецкая и Волконская своим умом и образованием, а Трубецкая — и своею необыкновенною сердечностью, были как бы созданы, чтобы сплотить всех товарищей в одну дружескую колонию…»
Умерла Екатерина Ивановна 14 октября 1854 года от туберкулёза. Похоронена в Знаменском монастыре.

## Дети
У Екатерины Ивановны долго не было детей, только через девять лет в Чите родился их первенец — дочь Александра. 
 Всего у Трубецких было четыре дочери и три сына:
- Александра Сергеевна (2.2.1830, Чита — 30.7.1860, Дрезден; похоронена в С.-Петербурге), умерла от чахотки, с 1852 года жена Н. Р. Ребиндера (1810—1865).
- Елизавета Сергеевна (16.1.1834, Петровский завод — 11.2.1918, Симферополь), замужем за П. В. Давыдовым (1825—1912), сыном декабриста В. Л. Давыдова.
- Никита Сергеевич (10.12.1835, Петровский завод — 15.9.1840, с. Оёк; похоронен в Иркутске)
- Зинаида Сергеевна (6.5.1837, Петровский завод — 11.7.1924, Орёл), жена Н. Д. Свербеева (1829—1859), его брат А. Д. Свербеев.
- Владимир Сергеевич (4.9.1838, Петровский завод — 1.9.1839, Иркутск)
- Иван Сергеевич (13.5.1843, с. Оёк — 17.3.1874, Москва).
- Софья Сергеевна (15.7.1844, с. Оёк — 19.8.1845, Иркутск).

## Художественный образ
- Н. А. Некрасов: «Княгиня Трубецкая» (1872) — первая часть поэмы «Русские женщины».
- В 1926 г. Тамара Годлевская исполнила роль Екатерины Трубецкой в фильме «Декабристы».
- В 1975 г. Ирина Купченко исполнила ту же роль в фильме «Звезда пленительного счастья».
- В 2019 г. Марина Коняшкина исполнила ту же роль в фильме Союз спасения